# Чернокрак дакнис
Чернокрак дакнис (Dacnis nigripes) е вид птица от семейство Тангарови (Thraupidae). Видът е почти застрашен от изчезване.

## Разпространение и местообитание
Разпространен е в Бразилия.